# Atpa
Atpa ist der Name eines Statthalters bzw. des zumindest zeitweilig höchsten Repräsentanten Aḫḫijawas in der Stadt Millawanda in hethitischer Keilschrift-Schreibweise. Atpa, der für das 13. Jahrhundert v. Chr. mehrfach bezeugt ist, war zudem ein Schwiegersohn Pijamaradus, dessen Aktivitäten gegen das Hethiterreich er zumindest deckte, möglicherweise sogar aktiv unterstützte.
Erwähnt wird Atpa in einem Brief (KUB 19.5; CTH 191) des Manapa-Tarḫunta an den hethitischen Großkönig Muwatalli II. (ca. 1295–1272 v. Chr.) sowie im sogenannten Tawagalawa-Brief (KUB 14.3; CTH 181), der sehr wahrscheinlich aus der Zeit Ḫattušilis III. (ca. 1266–1236 v. Chr.) stammt.
Im erstgenannten Brief beklagt sich Manapa-Tarḫunta, König von Šeḫa, einem Vasallenstaat der Hethiter, dass Pijamaradu, ein womöglich arzawischer Adliger, der zuvor vielleicht Wiluša angegriffen und zeitweise besetzt hatte, den Atpa ihm (Manapa-Tarḫunta) vorangestellt/vorgezogen habe. Die Interpretation dieser Stelle ist schwierig und strittig. Es wird angenommen, dass Pijamaradu ihn unter die Aufsicht des Atpa gestellt oder sogar zeitweise als Herrscher zugunsten von Atpa abgesetzt habe. Ferner scheint Atpa bei dem anschließend (ab Zeile 8) geschilderten Überfall des Pijamaradu auf die Insel Lazpa (Lesbos) mitgewirkt zu haben, die damals zum Machtbereich von Šeḫa gehörte. Dabei wurden einige Sarapitu, wohl Priester oder Handwerker, nach Itamar Singer Purpurfärber, die im Dienst des Großkönigs standen, nach Millawanda verschleppt. Millawanda gehörte damals zu Aḫḫijawa, bei dem es sich nach herrschender Meinung um ein mykenisches Reich handelt. Millawanda selbst, das an der Küste Westkleinasiens gelegen haben muss, ist höchstwahrscheinlich mit Milet gleichzusetzen, das damals eine stark mykenische geprägte Stadt und ein Brückenkopf in Kleinasien war.
Deutlich später datiert der Tawagalawa-Brief, ein Schreiben eines hethitischen Großkönigs an den König von Aḫḫijawa, dessen Name nicht erhalten ist. Verfasser ist nach vorherrschender Meinung Ḫattušili III. (ca. 1266–1236 v. Chr.), aber auch sein Vorgänger Muršili III. (ca. 1272–1266 v. Chr.) wird als Absender in Erwägung gezogen. Aus dem Brief geht unter anderem hervor, dass Atpa ein Schwiegersohn Pijamaradus war. Nachdem Pijamaradu in die Lukka-Länder im Südwesten Kleinasiens eingefallen war und dem hethitischen Großkönig, der zu Verhandlungen gekommen war, bei Ijalanda einen Hinterhalt gelegt hatte, floh er nach Millawanda. Der König von Aḫḫijawa gab daraufhin Atpa die Anweisung, Pijamaradu dem Großkönig zu übergeben, wenn dieser in der Stadt Millawanda einträfe – jedenfalls verstand der hethitische Großkönig ein nicht erhaltenes, aber im Tawagalawa-Brief erwähntes Schreiben offenbar so. Vor Ankunft des Großkönigs gelang Pijamaradu jedoch die Flucht über die ägäischen Inseln. Es ist nicht klar, ob Atpa seinem Schwiegervater aktiv zur Flucht verhalf. Jedenfalls mussten er und eine weitere, Awajana genannte Person, ebenfalls ein Schwiegersohn Pijamaradus, sich von hethitischen Herrscher schwere Vorwürfe anhören, weil die Übergabe gescheitert war und weil sie den Großkönig Aḫḫijawas offenbar nicht von den Aktionen Pijamaradus berichteten. Aus dem Brief geht hervor, dass Atpa Vertreter des Herrschers von Aḫḫijawa, eine Art Statthalter war, dem Herrscher von Aḫḫijawa jedoch eindeutig untergeben. Ob sich Atpas Macht nur auf die eigentliche Stadt Millawanda beschränkte oder über das gesamte von Aḫḫijawa kontrollierte Gebiet in Südwest-Kleinasien bestand, geht aus den Quellen nicht eindeutig hervor.
Über das weitere Schicksal Atpas gibt es keine direkten Informationen. In dem wahrscheinlich unter Tudhalija IV. (ca. 1236–1215 v. Chr.) verfassten sogenannten Milawata-Brief (KUB 19.55 + 48.90 + KBo 18.117; CTH 182) wird Atpa nicht mehr (namentlich) erwähnt, zumindest nicht in den erhaltenen Teilen des stark fragmentierten Dokuments. Wie aus dem Inhalt des Briefs, insbesondere der dort erwähnten Neufestlegung der Grenzen Milawatas (oder gar Aufteilung des Gebiets Milawatas), geschlossen wird, hatte Aḫḫijawa inzwischen die Kontrolle über Millawanda verloren. Der Empfänger war wahrscheinlich entweder Tarkasnawa von Mira, oder eine hochgestellte Person in Milawata, womöglich ein Sohn und Nachfolger Atpas, die inzwischen aber den Treueeid auf den hethitischen Großkönig geschworen hatte und sein Vasall geworden war. In letzterem Fall wäre Atpa zu Zeitpunkt des Briefs (vorausgesetzt sein Sohn war Empfänger) nicht mehr am Leben gewesen, da der Tod des Vaters des Empfängers im Brief erwähnt wird (§ 5, Zeile 37).